# دلاوران جهنم
دلاوران جهنم (به انگلیسی: Hell's Heroes) دهمین و آخرین کتاب از مجموعه دیموناتا نوشته‌ی نویسنده ایرلندی دارن شان است. دارن شان قصد داشت تا اواخر دسامبر ۲۰۰۸ هیچ اطلاعاتی از این کتاب منتشر نشود. این دومین بار بود که این اتفاق در مجموعه دیموناتا رخ داد، و موجب جذابیت بیشتر آن شد.

## داستان
ابتدای داستان، با مرگ درویش گریدی آغاز می‌شود. یک ماه بعد از مرگ درویش، گروبز و گله‌ی گرگ‌نما به همراه لشکری از مریدان و سرباز‌ها در پی دفع هجوم شیاطین هستند. زمین به آستانه‌ی فروپاشی رسیده، تونل‌ها در نقاط مختلف باز می‌شوند و سیلی از هیولا‌های قدرتمند وارد زمین می‌شوند.
کرنل که هنوز نابینا است رابطه‌ی خود با گروبز را قطع کرده، بک نیز به احتمال زیاد با لرد لاس همدست شده و به انسان‌ها خیانت کرده است. در این شرایط حساس، گروبز و افرادش به همراه کرنل به کارشری ویل می‌روند، تا سنگ مغناطیس درون غار را نابود کنند. شارک و تیماس به سراغ گروبز می‌روند و به او اطلاع می‌دهند که این کار‌ها بی‌فایده است و هر روز شیاطین بیشتری وارد زمین می‌شوند. گروبز و کرنل به این نتیجه می‌رسند که تنها راه برای فرار از این مشکل، آزاد کردن قدرت کا-گاش است، برای همین به دیموناتا می‌روند. در حالی که کرنل مشغول ساختن چشم برای خود است، افراد لرد لاس به آنها حمله می‌کنند و ارباب شیطانی آن قلمرو را از خواب بیدار می‌کنند. قبل از اینکه ارباب شیطانی آنها را نابود کند آنها به قصر لرد لاس فرار می‌کنند. وقتی پیش لرد لاس می‌رسند، بک را می‌بینند که به او خدمت می‌کند. گروبز و کرنل و بقیه گروه حمله به لرد لاس را شروع می‌کنند ولی او به راحتی همه‌ی آنها را مغلوب می‌کند. بعد از این، بک تمام ارواح درون تخته‌ی ابتدایی را از بین می‌برد و سایه با کمک ارواح آنها دارای جسمی قوی‌تر می‌شود و پیکر بک را تصرف می‌کند.
شیاطین بسیار قوی می‌شوند. چیزی تا سقوط کامل زمین باقی نمانده، و کرنل قصد دارد با موجود کهن به کشتی برود. گروبز تصمیم می‌گیرد موجود کهن را متعاقد کند تا به زمین کمک کند ولی او بلافاصله این درخواست را رد می‌کند. زمانی که کرنل و موجود کهن مشغول باز کردن پنجره به کشتی می‌شوند، بک از راه می‌رسد و موجود کهن را می‌کشد. کرنل و گروبز مجبور به فرار می‌شوند.
سرانجام زمان مبارزه‌ی نهایی فرا می‌رسد. یک تونل بسیار عظیم در نقطه‌ای به کمک چندین سنگ مغناطیس باز می‌شود. انرژی بسیار زیادی در زمین رها می‌شود. تیماس با متعاقد کردن سران کشور‌ها قصد دارد در صورت شکست، با هزاران بمب هسته‌ای سراسر زمین را بمباران کند تا بدست شیاطین نیفتد. گروبز و کرنل تمامی گرگ‌نما‌ها و مریدان را جمع می‌کنند تا به نبرد بروند. اولین ارباب شیطانی لرد لاس است. گروبز با استفاده از قدرت کا-گاش ضربه‌ای محکم به لرد لاس می‌زند که او را از پا می‌اندازد. قبل از اینکه لرد لاس سرپا شود، ده‌ها ارباب قدرتمند که از لرد لاس قوی‌تر هستند از راه تونل وارد زمین می‌شوند. هیچ چیز نمی‌تواند این اربابان را از بین ببرد. گروبز و کرنل به سراغ بک می‌روند تا قدرت را رها کنند و با کمال تعجب، بک با آنها همراهی می‌کند و در عرض چند لحظه تمام نیروی کا-گاش رها شده و کل دنیا از بین می‌رود.
نیروی مهلک کا-گاش تمام جهان را به نقطه‌ی صفر می‌رساند. بک هیچ وقت به آنها خیانت نکرده بود بلکه این نقشه‌ی برانابوس بود تا با گول زدن مرگ، بتوانند تمام نیروی کا-گاش را رها کنند. بک حافظه و کرنل چشم‌ها و گروبز ماشه است. این سه تکه در کنار هم می‌توانند بعد از نابود کردن جهان، آن را از نو پایه گذاری کنند، و برای همیشه جلوی هجوم شیاطین را بگیرند. هنگامی که این سه نفر اربابان شیطانی را می‌کشند و به سراغ لرد لاس می‌روند تا او را هم بکشند، بک به آنها می‌گوید که لرد لاس کسی بوده که تمام این اتفاقات را ترتیب داده و بدون کمک او نیروی کا-گاش آزاد نمی‌شده است. گروبز علارغم میل باطنی مجبور می‌شود به قول بک عمل کند و لرد لاس را به قوی‌ترین ارباب شیطانی تبدیل کند.
بعد از این اتفاق، تکه‌های کا-گاش شروع به شکل دادن به جهان می‌کنند تا بعد از آن، جهان را به شکل اول و بدون شیاطین خونریز، طراحی کنند.